# Proserpinus
Proserpinus este un gen de molii din familia Sphingidae. 

## Specii
- Proserpinus clarkiae (Boisduval, 1852)
- Proserpinus flavofasciata Walker, 1856
- Proserpinus gaurae (JE Smith, 1797)
- Proserpinus juanita (Strecker, 1876)
- Proserpinus lucidus Boisduval, 1852
- Willowherb Hawkmoth (Proserpinus proserpina) (Pallas, 1772)
- Proserpinus terlooi Edwards, 1875
- Proserpinus vega (Dyar, 1903)

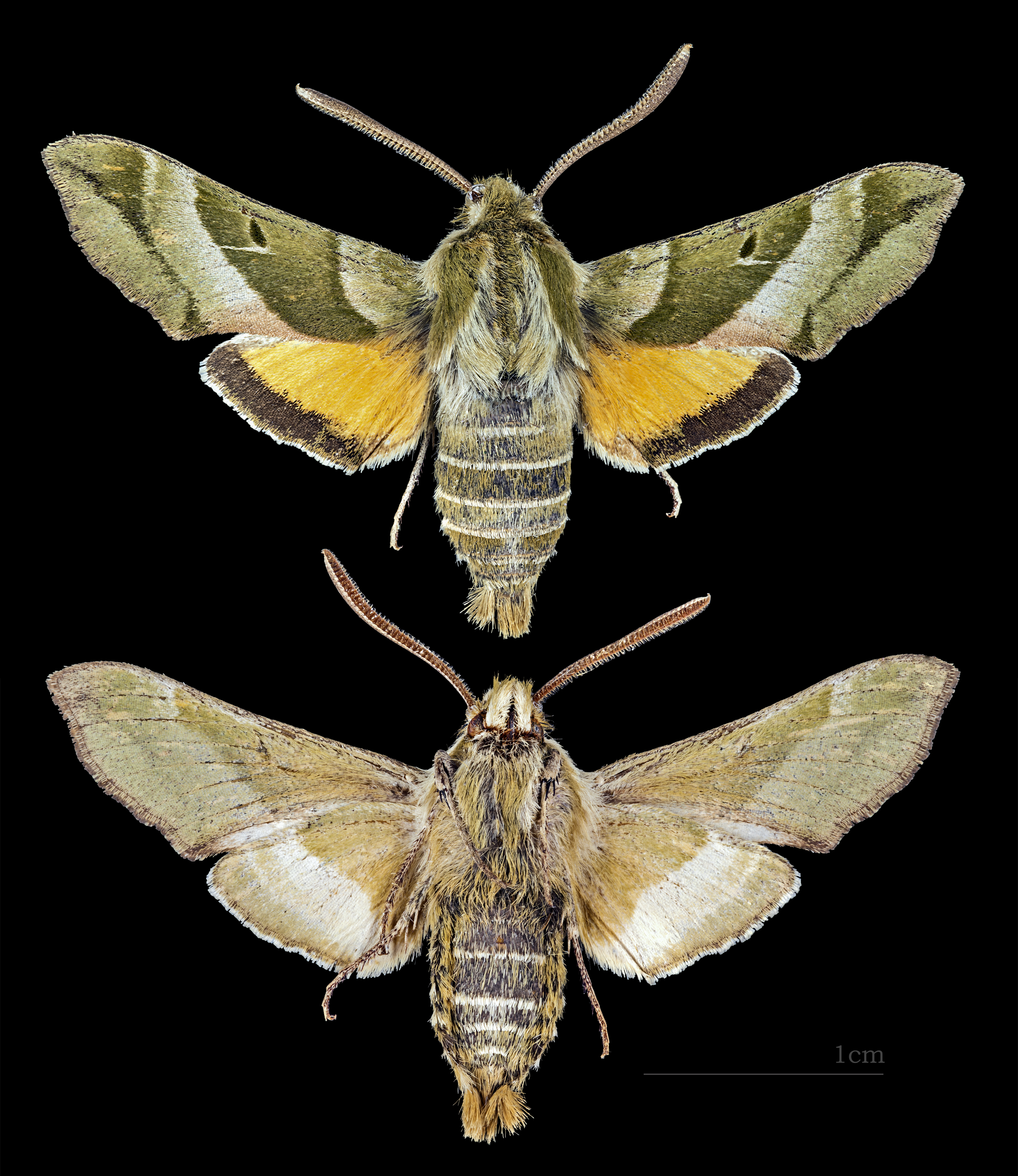
Proserpinus clarkiae
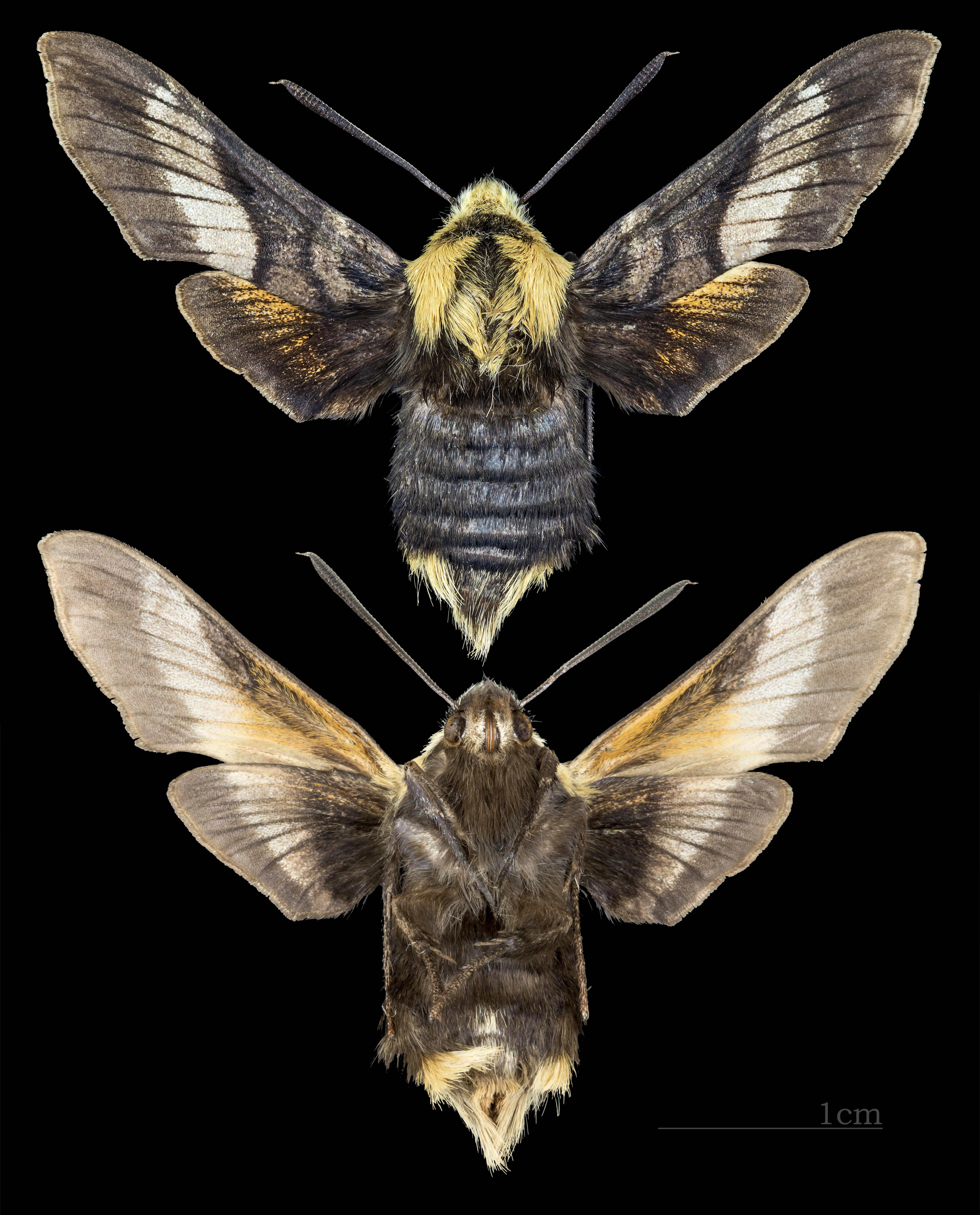
Proserpinus flavofasciata
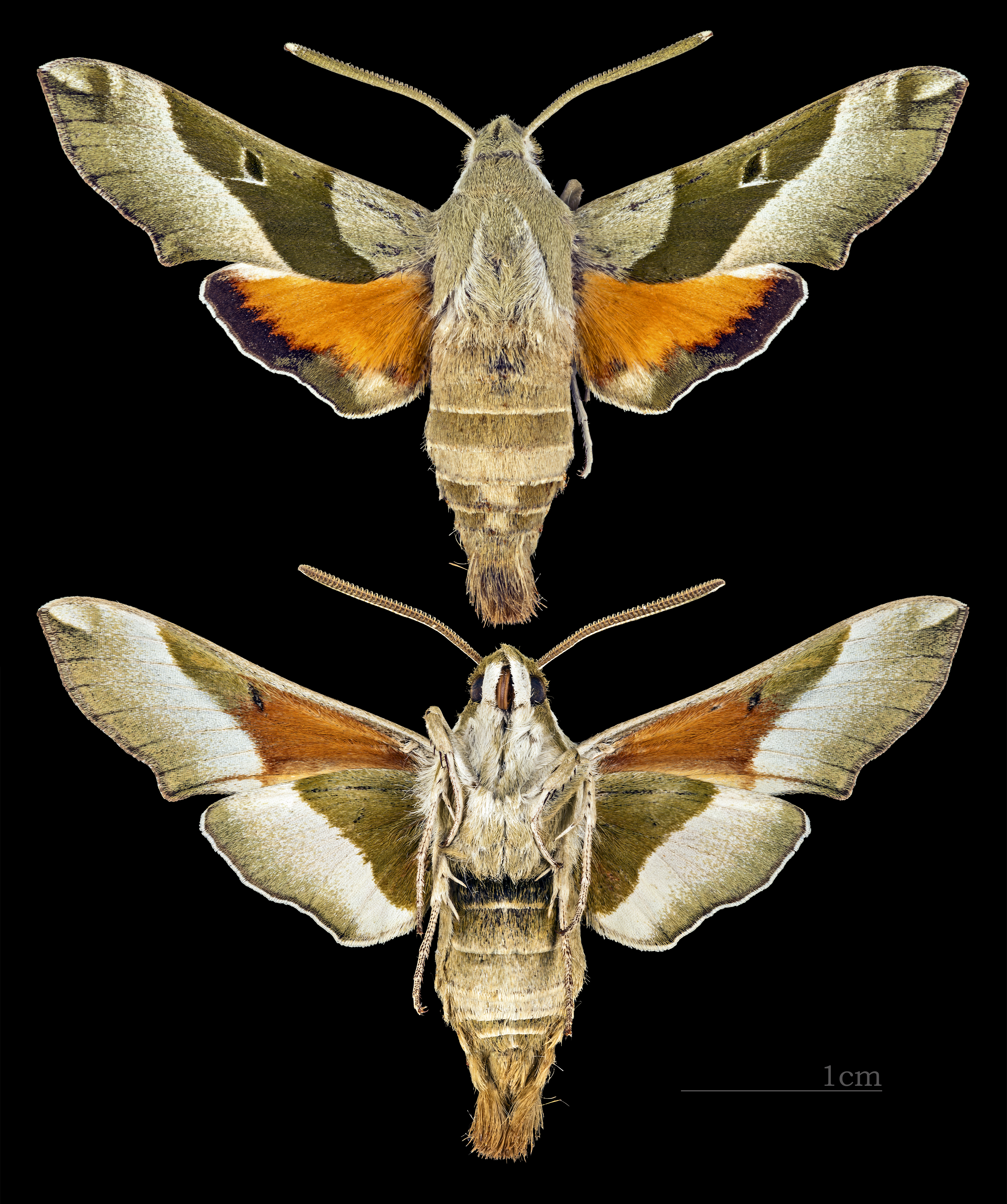
Proserpinus juanita
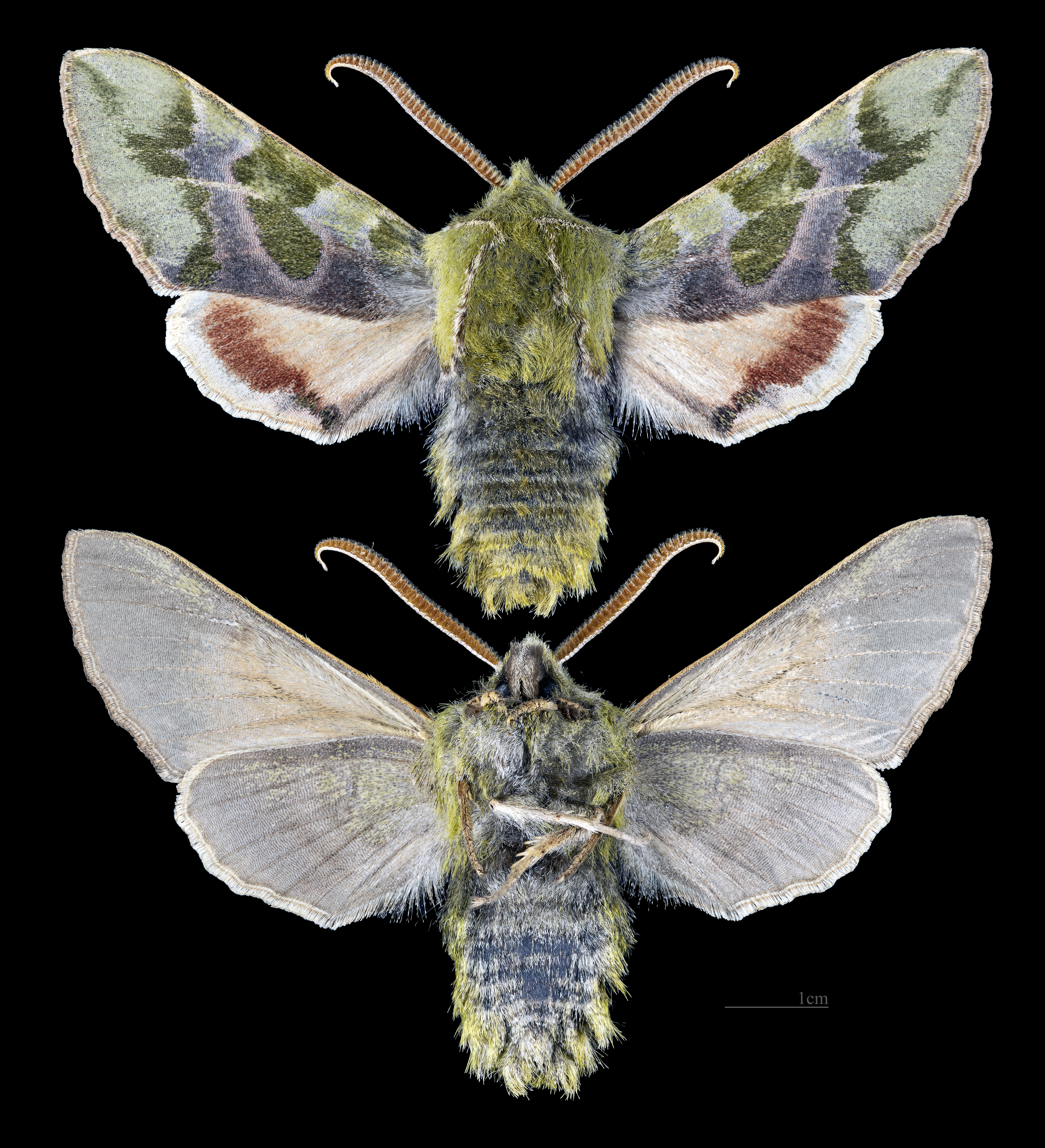
Proserpinus lucidus
- Proserpinus proserpina